# Viento de Chanduy
Se denomina Viento de Chanduy a los vientos que se producen desde el sur de la provincia de Santa Elena hacia el sureste de la provincia del Guayas. Se le llama de esta manera por la presunción local de los habitantes de Guayaquil de su procedencia del sector de Chanduy. 
Se origina de los vientos de mar que provienen del Océano Pacífico que choca contra la colina de Chanduy o de Ánimas y los dirigen a Guayaquil.
Los habitantes de Guayaquil se referían a la brisa que provenía de noroeste a sureste específicamente en el tiempo de la tarde, desde las 16H00, como el Viento de Chanduy.